# Epipremnum falcifolium
Epipremnum falcifolium Engl. – gatunek wieloletnich, wiecznie zielonych pnączy z rodziny obrazkowatych, pochodzących z Borneo, występujących w pobliżu rzek i na bagnach w wilgotnych lasach równikowych, na łupkach, glinie lub piaszczystych iłach, na wysokości od 5 do 250 m n.p.m.

## Morfologia
PokrójBardzo duże liany o długości do 15 metrów. Rośliny młodociane tworzą rozległe kolonie naziemne.
ŁodygaU dorosłych roślin łodyga osiąga 5–30 mm średnicy. Międzywęźla osiągają długość od 0,5 do 13 cm i przedzielone są wyraźnymi, jaśniejszymi bliznami liściowymi.
KorzenieKorzenie czepne rzadkie, korkowaciejące.
LiścieKatafile i profile szybko obsychające i odpadające. Liście właściwe rozmieszczone są równomiernie. Ogonki liściowe o długości od 25 do 80 cm, tworzące pochwę liściową. Blaszki liściowe o wymiarach 5–58×3–20 cm, całobrzegie, eliptyczne, twarde, niemal spiczaste, niesymetryczne, o zaokrąglonej nasadzie.
KwiatyRośliny tworzą pojedynczy kwiatostan typu kolbiastego pseudancjum, który wyrasta z pochwy liściowej. Pęd kwiatostanowy o długości od 5 do 10 cm, jasnozielony. Pochwa kwiatostanu łódkokształtna, haczykowato zakończona, osiągająca długość 27 cm, z zewnątrz zielona, później żółknąca, wewnątrz żółtawa. Kolba o wymiarach 17–24×3–5 cm, siedząca, cylindryczna, ciemnożółta. Kwiaty o średnicy od 4 do 12 mm, obupłciowe, jedynie najwyżej położone sterylne i zrośnięte ze sobą. Zalążnie o wymiarach 7–12×3–8 mm, cylindryczno-eliptyczne, silnie spłaszczone, jednokomorowe, zawierające 2 zalążki. Szyjki słupków o długości do 12 mm, trapezoidalne, masywne, spłaszczone przy wierzchołku, zakończone równowąskim znamieniem o wymiarach około 2–6×0,1–0,5 mm. Pręciki 4 na kwiat, o nitkach o długości 5 mm, i wąsko eliptycznych główkach o wymiarach 3–5×0,75–1 mm.
OwoceJasnozielone, a po dojrzeniu czerwone jagody. Nasiona o wymiarach około 5×4 mm, zakrzywione, jasnobrązowe.